# Drottningholm
Drottningholm è un'area urbana della Svezia situata nel comune di Ekerö, contea di Stoccolma.
La popolazione stimata nel censimento 2010 era di 398 abitanti. Nella cittadina si trovano il castello di Drottningholm con il relativo teatro che costituiscono un Patrimonio dell'umanità.